# ダヴィド・ソメイユ
ダヴィド・ソメイユ（David Sommeil, 1974年8月10日 - ）は、グアドループ・ポワンタピートル出身の元サッカー選手。ポジションはセンターバック。

## 経歴
2006年グアドループのクラブからSMカーンの下部組織に加入した。
2008年10月17日、心臓発作による健康上の理由からドクターストップを受け、現役を引退した。

## 代表歴
2007年2007 CONCACAFゴールドカップのメンバーに選出された。

## タイトル
- SMカーン

リーグ・ドゥ (1):1995-1996
- ジロンダン・ボルドー

クープ・ドゥ・ラ・リーグ (1):2002